# Wonosuko (Tamanan)
Wonosuko is een bestuurslaag in het regentschap Bondowoso van de provincie Oost-Java, Indonesië. Wonosuko telt 4618 inwoners (volkstelling 2010).